# Nika Barič
Nika Barič (Trbovlje, 2 settembre 1992) è una cestista slovena.

## Biografia
È la sorella maggiore del cestista Nejc.

## Carriera
È stata selezionata dalle Minnesota Lynx al secondo giro del Draft WNBA 2012 (20ª scelta assoluta).

### Nazionale
Con la Slovenia ha disputato tre edizioni dei Campionati europei (2017, 2019, 2021).